# Belleville (Kansas)
Belleville è un comune degli Stati Uniti d'America, situato nello Stato del Kansas, nella contea di Republic, della quale è anche il capoluogo.